# Larisa (ime)
Larisa je žensko osebno ime.

## Izvor imena
Ime Larisa izhaja iz starogrškega imena Larissa, ki ga povezujejo z mestom Larissa na severu Grčije. Manj verjetna je razlaga da ime izhaja iz grške besede laris, laros v pomenu »galeb« 

## Različice imena
Lara, Larissa, Sara, Laris(m)

## Pogostost imena
Po podatkih Statističnega urada Republike Slovenije je bilo na dan 31. decembra 2007 v Sloveniji število ženskih oseb z imenom Larisa: 1.000. Med vsemi ženskimi imeni pa je ime Larisa po pogostosti uporabe uvrščeno na 182. mesto.

## Osebni praznik
V koledarju je ime Larisa zapisano 26. marca. Larisa se je imenovala legendarna mučenka, ki je živela na Krimu v 4. stoletju in so jo skupaj z drugimi živo zažgali, ko je bila pri božji službi.

## Zanimivost
Larissa je ime mnogih mest v Anatoliji, Tesaliji in Asiriji.